# Мерсенови прости бројеви
Мерсенови прости бројеви су прости бројеви облика {\displaystyle 2^{n}-1}.
Није познато да ли ових бројева има коначно или бесконачно много. Дана 12. октобра 2024. пронађен је, за сада највећи, 52. по реду Мерсенов прост број који за {\displaystyle n=136.279.841}, који има 41.024.320 цифара. Назив су добили по математичару Марину Мерсену.

## О Мерсеновим простим бројевима
Познато је да {\displaystyle 2^{n}-1} може бити прост само ако је то и {\displaystyle n}. Наиме, ако је {\displaystyle n} сложен, тад се могу пронаћи природни бројеви {\displaystyle a} и {\displaystyle b}, већи од један, за које важи {\displaystyle n=ab}. Међутим тада је {\displaystyle 2^{n}-1} дјељив са {\displaystyle 2^{a}-1} па је тај број сложен.

## Примери
{\displaystyle 2^{2}-1=3}
{\displaystyle 2^{3}-1=7}
{\displaystyle 2^{5}-1=31}
{\displaystyle 2^{7}-1=127}
...